# Тимонино (Зубцовский район)
Тимонино  — деревня в Зубцовском районе Тверской области. Входит в состав Вазузского сельского поселения.

## География
Находится в южной части Тверской области у юго-восточной окраины районного центра города Зубцов.

## История
Деревня была отмечена еще на карте 1825 года. В 1859 году здесь (деревня Зубцовского уезда Тверской губернии) было учтено 25 дворов, в 1941—27.

## Население
Численность населения: 160 человек (1859 год), 39 (русские 100 %) в 2002 году, 40 в 2010.